# Tribunale di prima istanza
Il tribunale di prima istanza è stato un tribunale per l'amministrazione della giustizia civile attivo nello Stato Pontificio tra il 1816 e il 1870.
Venne detto "di prima istanza" perché costituiva il primo livello dell'amministrazione della giustizia civile pontificia.

## Storia
(Motu proprio della Santità di Nostro Signore Papa Pio VII in data de 6 luglio 1816 sulla Organizzazione dell'Amministrazione Pubblica, tit. II art. 30 comma 1)

## Sedi
Ne venne istituito uno per ognuna delle diciotto Delegazioni dello Stato Pontificio.
| Sede          | Delegazione di                 | Classe |   |
| ------------- | ------------------------------ | ------ | - |
| Bologna       | Delegazione di Bologna         | I      | – |
| Ferrara       | Delegazione di Ferrara         | II     | – |
| Ravenna       | Delegazione di Ravenna         | II     | – |
| Forlì         | Delegazione di Forlì           | III    | – |
| Urbino        | Delegazione di Urbino e Pesaro | II     | – |
| Ancona        | Delegazione di Ancona          | I      | – |
| Macerata      | Delegazione di Macerata        | II     | – |
| Fermo         | Delegazione di Fermo           | III    | – |
| Camerino      | Delegazione di Camerino        | III    | – |
| Ascoli        | Delegazione di Ascoli          | II     | – |
| Perugia       | Delegazione di Perugia         | I      | – |
| Spoleto       | Delegazione di Spoleto         | II     | – |
| Rieti         | Delegazione di Rieti           | III    | – |
| Viterbo       | Delegazione di Viterbo         | II     | – |
| Civitavecchia | Delegazione di Civitavecchia   | III    | – |
| Roma          | Comarca di Roma                | I      | – |
| Frosinone     | Delegazione di Frosinone       | II     | – |
| Benevento     | Delegazione di Benevento       | I      | – |

## Funzionamento
Nei tribunali di prima istanza costituiti nelle Delegazioni di prima classe i giudici erano in numero di cinque più un aggiunto; nelle Delegazioni di seconda e terza classe invece i giudici scendevano a tre più un aggiunto. Per giudicare, occorreva il numero legale di tre giudici; di questi giudici, il più anziano svolgeva le funzioni di presidente della corte, mentre gli altri a turno svolgevano le funzioni di relatori.
I tribunali di prima istanza potevano giudicare sui reati non di competenza del Tribunale criminale la cui causa avesse valore superiore a 100 scudi; potevano anche funzionare come Tribunale di appellazione per le cause già giudicate dai Governatori.